# Arena Civica
Arena Civica Gianni Brera – stadion w Mediolanie w stylu architektury klasycystycznej. Otwarty w 1807, gościł wiele zawodów sportowych oraz imprez rozrywkowych. Odbywały się na nim m.in. rekonstrukcje bitew morskich, do dziś gości także wydarzenia kulturalne, koncerty i mecze piłkarskie. Dwukrotnie na Arenie występował ze swoim programem artystycznym Buffalo Bill.
Na Arenie grały w przeszłości dwa mediolańskie pierwszoligowe kluby piłkarskie – Inter Mediolan i A.C. Milan.
Stadion mieści ośmiotorową bieżnię o długości 400 metrów, wewnątrz której znajduje się boisko do piłki nożnej i rugby o wymiarach 100 na 68 m.

## Galeria

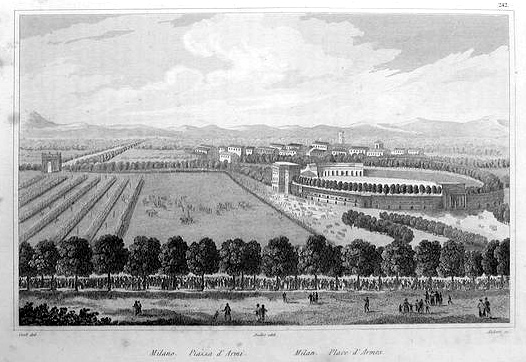
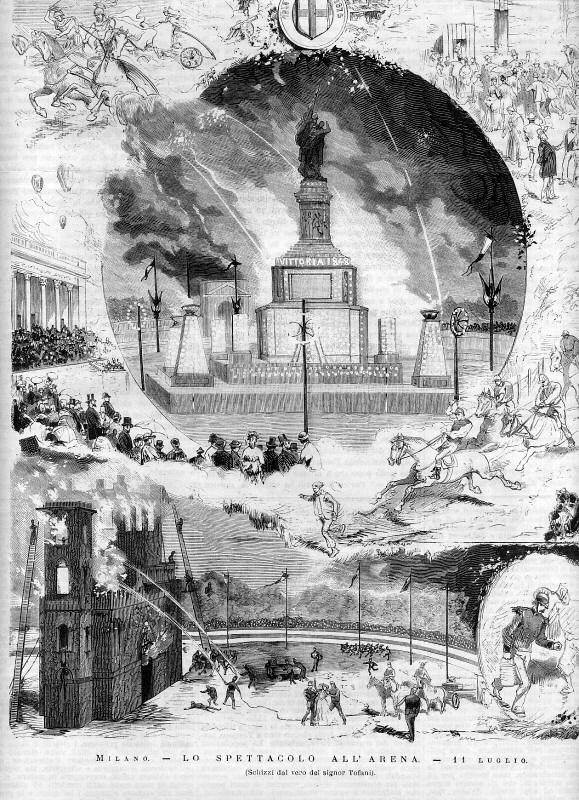
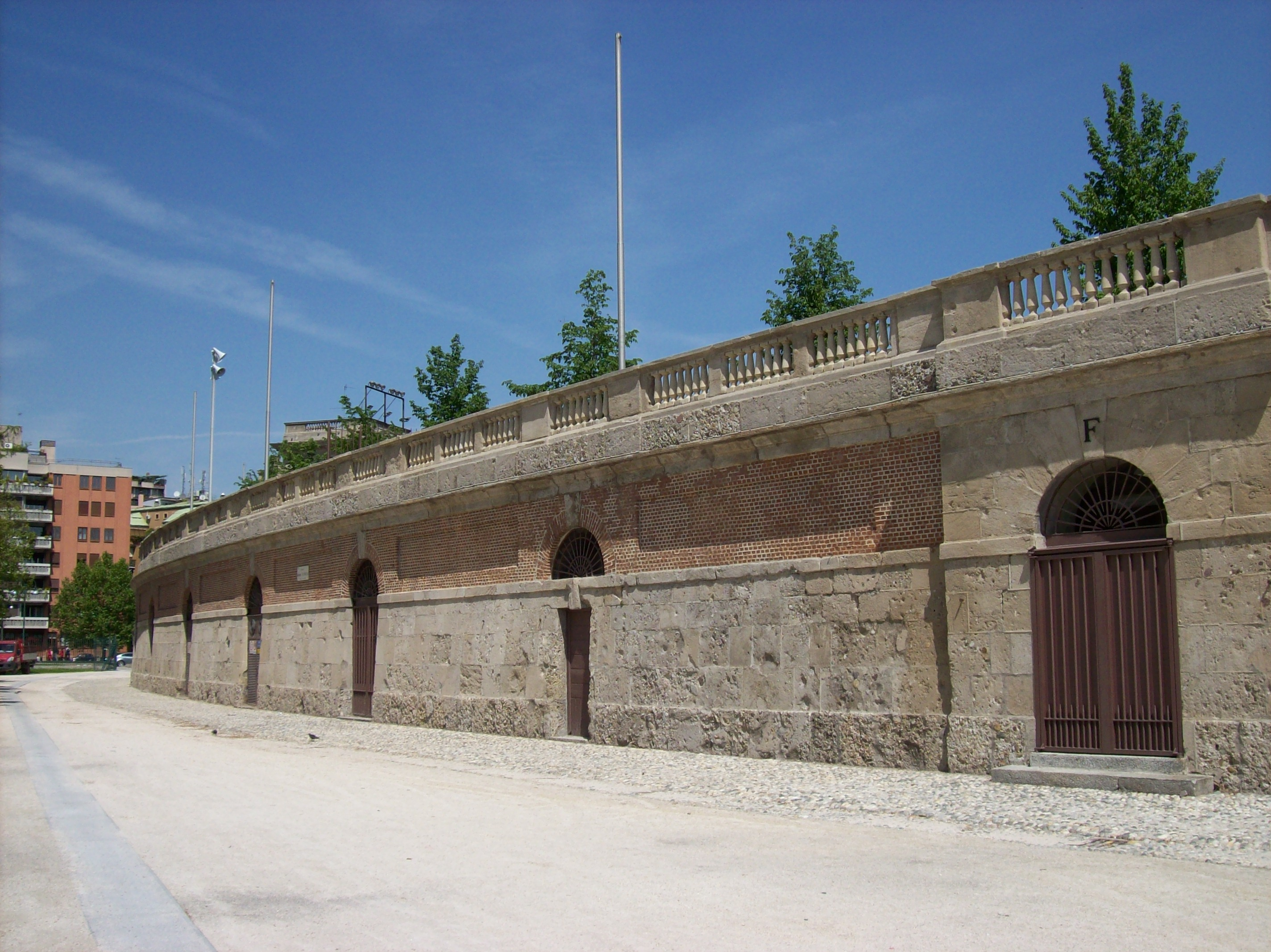